# مصطفی عفروتو
مصطفی عفروتو (عربی: مصطفى عفروتو؛ زادهٔ ۲۱ فوریهٔ ۱۹۸۹) یک ورزشکار اهل مصر است.
از باشگاه‌هایی که در آن بازی کرده‌است می‌توان به باشگاه ورزشی اسماعیلی، باشگاه ورزشی الاهلی مصر، باشگاه فوتبال قره‌باغ، و باشگاه ورزشی الاهلی مصر اشاره کرد.
وی همچنین در تیم‌های ملی فوتبال Egypt U-20 ۱۲ فوریه ۲۰۱۰ بازی کرده است.